# Hüttenkofen (Mengkofen)
Hüttenkofen ist ein Gemeindeteil der Gemeinde Mengkofen im niederbayerischen Landkreis Dingolfing-Landau mit 358 Einwohnern gesamt – 335 Hauptwohnsitz, 23 Nebenwohnsitz. Bis 1978 bildete es eine selbstständige Gemeinde.

## Lage
das Kirchdorf Hüttenkofen liegt an der Aiterach drei Kilometer nordöstlich von Mengkofen an der Staatsstraße 2141.

## Geschichte
In Hüttenkofen residierten bis 1410 eigene Edelherren, von denen der letzte Ruger der Haunberger zu Hüttenkofen war. Die Haunberger dürften dann nach Tunzenberg übersiedelt sein.
Unterricht wurde in Hüttenkofen bereits im 17. Jahrhundert erteilt, eine Schule entstand 1860. Die Gemeinde Hüttenkofen, die zum Landkreis Dingolfing gehörte, ging am 1. Mai 1978 in der Großgemeinde Mengkofen auf.

## Sehenswürdigkeiten
- Kirche Mariä Himmelfahrt der Expositur Hüttenkofen. Von dem gotischen Bauwerk aus der Zeit um 1400 blieben die Chorpartie und der Turmunterbau erhalten. 1714, 1720 und 1721 wurde die Kirche barock umgestaltet, unter anderem trat an die Stelle des Spitzhelms eine Kuppel. Das neugotische Backsteinschiff mit Kreuzrippengewölbe im Chor entstand 1852 nach Plänen von Leonhard Schmidtner. 1866 wurde der Kirchturm, der bis dahin eine Kuppel trug, wieder mit einer Spitze versehen. Die Ausstattung ist neugotisch mit Holzfiguren aus der Zeit um 1500.

## Vereine
- Freiwillige Feuerwehr Hüttenkofen
- KLJB Hüttenkofen-Puchhausen
- KSK Hüttenkofen
- Landfrauengruppe Hüttenkofen
- Obst- und Gartenbauverein Hüttenkofen
- Pfadfindergruppe Hüttenkofen-Puchhausen